# Telecine

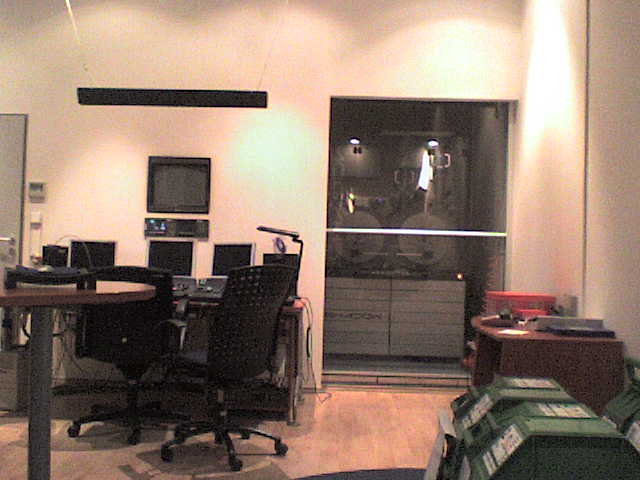
Pracoviště s barevným korektorem a telecine

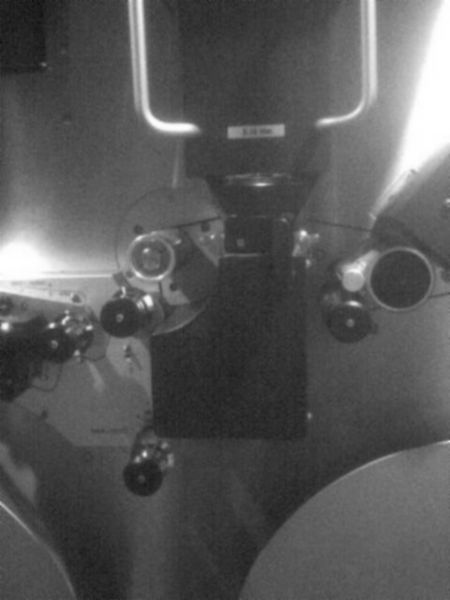
Detail optického bloku u telecine

Telecine ve filmové a televizní postprodukci představuje systém schopný skenovat celuloidový film nebo přijímat videosignál (popř. i včetně zvuku), kvalitativně jej upravovat a zapsat jej na digitální nebo analogové obrazové médium. Někdy tento pojem představuje pracoviště s tímto systémem, jindy se omezuje pouze na stroj, schopný v reálném čase skenovat film a převádět jej do podoby videosignálu.

## Historie
Telecine, ve své nynější podobě, se objevila krátce po nástupu analogových videokamer a videorekordérů na konci 70. let, z potřeby převádět na toto nově vznikající médium filmy či audiovizuální díla obecně, na celuloidovém pásu. Na rozdíl od digitální videotechniky, neprocházejí tak dramatickým vývojem, neboť film, který skenují, jakožto médium, se také nemění. Hlavní požadavky jsou kladeny na kvalitu snímaného obrazu, které se podřizuje vše ostatní.
Název telecine tvoří spojení řeckých slov 'vzdálený' a 'pohyb'.

## Vlastnosti
Od filmového skeneru se telecine liší schopností pracovat v reálném čase, nativní podporou analogových obrazových médií a tím, že je orientována jako nezáznamové videozařízení (non-recordable VTR) spíše než počítačové vstupní zařízení v případě filmového skeneru.
Telecine musí obsahovat transportní mechanismus filmového pásu, optický blok se zařízením schopným skenovat oblast filmového políčka, vstupní, výstupní a komunikační rozhraní, většinou má také vyveden kontrolní panel pro snadnější a přehledně sjednocené ovládání.
Drtivá většina telecine má co nejširší záběr co se týče podpory filmových formátů, obrazových norem, režimů a rychlostí snímání (a s tím spojených konverzí), přizpůsobení snímacích zařízení atd. - výrobci telecine se tak snaží nabídnout postprodukčním studiím zařízení, které si poradí se všemi přepisy. Některé telecine umějí ovlivňovat barevné podání filmu, který snímají, a to i v reálném čase. Přesto se k telecine typicky zapojuje obrazový korektor, který možnosti barevného podání (barevné korekce) rozšiřuje. Rozlišení naskenovaného obrazu musí dostačovat pro standardní televizní normy (jako nejčastěji PAL a NTSC), v poslední době některé Telecine umějí skenovat ve vyšších rozlišeních (pro použití HDTV a digitální intermediát).
Jako vstup systému telecine může krom filmu posloužit i běžné videozařízení, výstup je však ve formě videosignálu vždy. (Pro výstup na film slouží „filmová laserová vypalovačka“.) Mluví se tak tedy o přepisu Film2Tape nebo Tape2Tape.
Princip skenerů telecine je nejčastěji dvojího druhu. V případě jednoho jde o skener na bázi CCD prvku nebo obdobného světlocitlivého čipu, který skenuje pouze jeden řádek postupně a spojitě projíždějícího filmového pásu. Druhý typ (nazývaný též flying spot) vysílá periodicky záblesk světla na filmový pás v každém okamžiku, kdy filmové políčko přesně lícuje s požadovanou oblastí a snímá tak celý obraz najednou.
K filmové dráze u Telecine mohou být nainstalovány dodatečné moduly jako univerzální čtečka, jež umí číst některé informace na okrajích filmového pásu (KeyCode, ArriCode) nebo zvuk v optické ale i magnetické podobě. Se speciálním hardwarem se na Telecine dá k vytvářenému filmovému obrazu synchronizovat zvuk z externího média. Stejně tak existují optické bloky s anamorfotickou čočkou nebo speciální efektové filtry, které se vkládají do dráhy světla.
Telecine bývají větších rozměrů a hmotnosti (váží běžně přes půl tuny) a jsou poměrně náročná na provoz. Krom nároků na elektřinu vyžadují čisté, teplotně stabilní a bezprašné prostředí, s nejmenším vlivem parazitního světla, a stabilní charakteristiky zdrojů světla (většinou jsou to xenonové žárovky), které film prosvěcují. Jsou také velice drahé (řádově přes milion Euro), proto si je mohou dovolit jen větší studia se stálým přísunem zakázek. V České republice jsou momentálně tři pracoviště s Telecine, shodou okolností všechny v Praze (Barrandov, Česká televize a jedno soukromé studio). Na světě existuje pouze několik stovek instalací.
Mezi výrobci Telecine patří firmy Sony, Philips/Thompson nebo třeba Cintel.

## Funkce telecine
Telecine typicky slouží k:
- přepisu vyvolaného filmu (kamerový negativ nebo pozitiv) na médium, ze kterého střihač dokáže sestříhat tzv. hrubý střih (off-line)
- přepisu kombinované filmové kopie na DVD včetně zvuku
- výpisu vybraných úseků z kamerového negativu včetně barevných korekcí pro konečné zpracování (on-line mastering)

Od velké pořizovací ceny se odvíjí cena za přepis, která se podle úrovně „pečlivosti“ pohybuje zhruba mezi 8 až 18 tisíci korunami za hodinu. Telecine přepisy tak tvoří nezanedbatelnou část filmového rozpočtu.